# Cantó de Pontault-Combault
El cantó de Pontault-Combault és una divisió administrativa francesa del departament del Sena i Marne, situat al districte de Torcy. Des del 2015 té 3 municipis i el cap és Pontault-Combault.

## Municipis
- Émerainville
- Pontault-Combault
- Roissy-en-Brie

## Història
| Data d'elecció                           | Identitat          | Partit | Qualitat |
| ---------------------------------------- | ------------------ | ------ | -------- |
| 1992-1998                                | Jean-Pierre Cognat | RPR    |          |
| 1998-2015                                | Monique Delessard  | PS     |          |
| les dades anteriors no són pas conegudes |                    |        |          |
|                                          |                    |        |          |

## Demografia
| A partir de 1990: Població sense dobles comptes |